# Erhard Wolfaardt
Erhard Wolfaardt (1983) es un deportista sudafricano que compitió en triatlón. Ganó una medalla en los Juegos Panafricanos de 2011, y seis medallas en el Campeonato Africano de Triatlón entre los años 2006 y 2012.

## Palmarés internacional
| Juegos Panafricanos | Juegos Panafricanos      | Juegos Panafricanos | Juegos Panafricanos |
| Año                 | Lugar                    | Medalla             | Prueba              |
| ------------------- | ------------------------ | ------------------- | ------------------- |
| 2011                | Maputo (Mozambique)      | Medalla de oro      | Individual          |
| Campeonato Africano |                          |                     |                     |
| Año                 | Lugar                    | Medalla             | Prueba              |
| 2006                | Nyanga (Zimbabue)        | Medalla de oro      | Individual          |
| 2007                | Le Coco Beach (Mauricio) | Medalla de bronce   | Individual          |
| 2008                | Hammamet (Túnez)         | Medalla de plata    | Individual          |
| 2009                | Durban (Sudáfrica)       | Medalla de oro      | Individual          |
| 2010                | Durban (Sudáfrica)       | Medalla de plata    | Individual          |
| 2012                | Morne Brabant (Mauricio) | Medalla de bronce   | Individual          |